# Потапово (Подольський міський округ)
Пота́пово (рос. Потапово) — присілок у складі Подольського міського округу Московської області, Росія.

## Населення
Населення — 143 особи (2010; 16 у 2002).
Національний склад (станом на 2002 рік):
- росіяни — 94 %